# سرود کریسمس بلک‌ادر
سرود کریسمس بلک‌ادر (انگلیسی: Blackadder's Christmas Carol) یک قسمت تکی و ویژه از مجموعهٔ تلویزیونیبلک‌ادر و یک تقلید طنزگونه از سرود کریسمس چارلز دیکنز است.
ماجرای این مجموعه مابین دوران بلک‌ادر سوم (۱۹۸۷) و بلک‌ادر پیش می‌رود (۱۹۸۹) رخ می‌دهد و راوی آن هیو لوری است. این سریال در ۲۳ دسامبر ۱۹۸۸ توسط بی‌بی‌سی وان پخش شد.